# Abgar IX
Lucius Aelius Megas Abgar IX foi um governante árabe de Osroene de 212 a 214.
Andrew Louth em seu "Quem é Quem em Eusébio", no final da tradução de GA Williamson da História Eclesiástica de Eusébio da Cesareia, apresenta as datas do reinado de Abgar a partir de 179-214.
Durante o reinado de Abgar, o Grande, os cristãos foram favorecidos no reino de Osroene. Alguns pensam que isso levou à história das cartas entre Abgar V e Jesus de Nazaré. Em 1904, Adolf von Harnack propôs que Abgar IX pode ter sido a origem da história em Liber Pontificalis que o rei Lúcio da Grã-Bretanha escreveu ao papa Eleutério.